# Reinier Kreijermaat

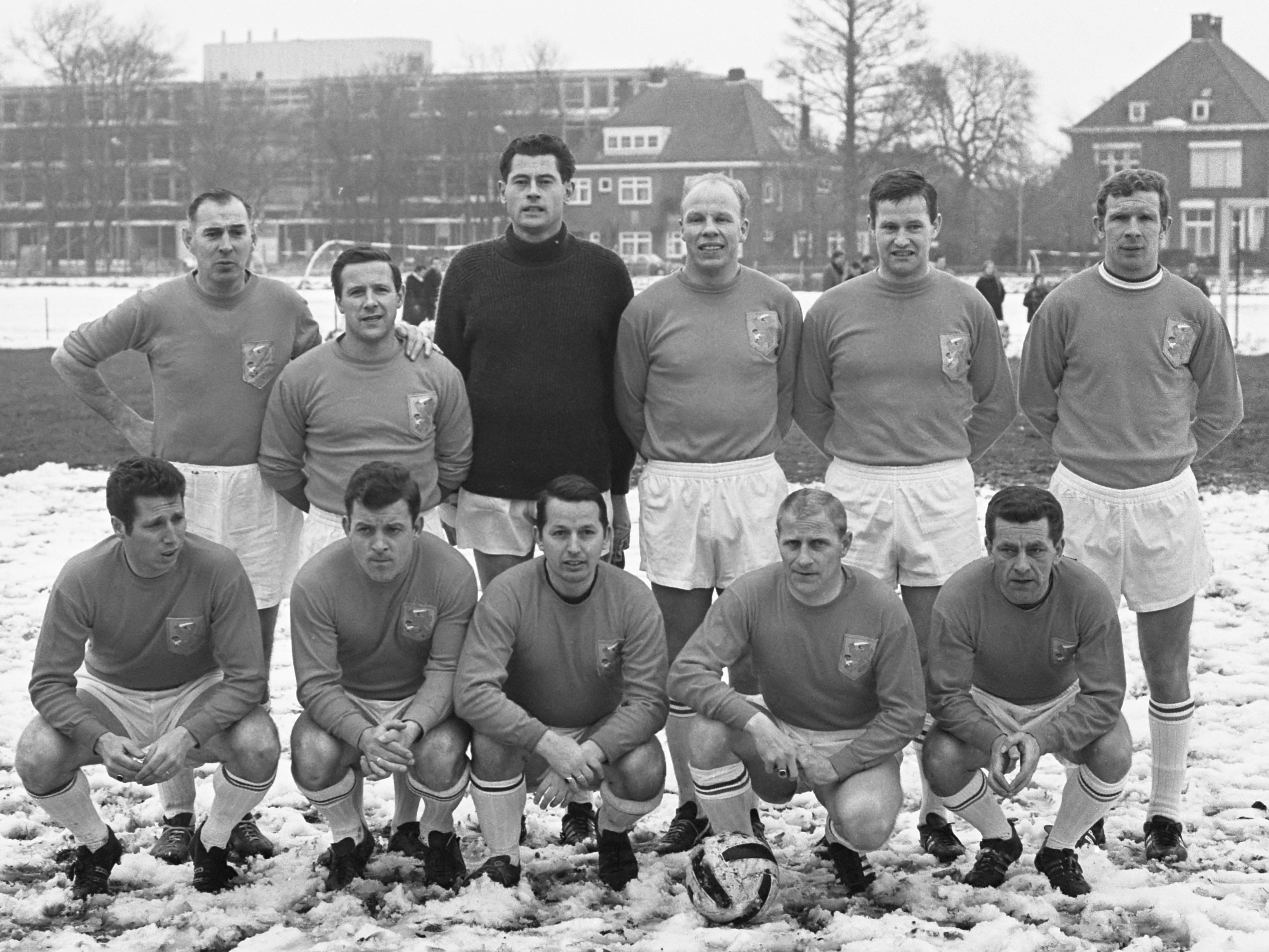
Oud-internationals (1969): Reinier Kreijermaat, hurkend, tweede van links

Reinier Johannes Petrus Kreijermaat, bijgenaamd Beertje Kreijermaat (Zuilen, 25 april 1935 – Barendrecht, 22 januari 2018), was een Nederlands voetballer die actief was als middenvelder.

## Begin loopbaan
Reinier J.P. Kreijermaat, oorspronkelijk van beroep monteur, maakte zijn professionele debuut bij Elinkwijk. Sinds zijn negende was hij lid van deze vereniging en tot zijn 24e jaar voetbalde hij er waaronder negen jaar in het eerste elftal. Voetbalverslaggever Bert Corporaal gaf hem toen al vanwege zijn gedrongen stevige postuur gecombineerd met zijn stugge hoekige wijze van voetballen de bijnaam Beertje. Zijn debuut in het eerste elftal als midvoor maakte hij in 1951 reeds op vijftienjarige leeftijd toen de club net gepromoveerd was naar de Eerste Klasse.

## Feijenoord
Hij speelde daarna voor Feijenoord waar hij voor een transfersom van 80.000 gulden werd overgenomen. Hier zou hij driemaal landskampioen worden, eenmaal de KNVB Beker winnen en Europacupwedstrijden spelen. Hij werd bekend als een van de boegbeelden van het onverzettelijke Feijenoord in de jaren zestig. Voor deze vereniging speelde hij in totaal 201 wedstrijden, waarin hij 29 doelpunten maakte. Bij zijn debuut bij de club op 18 juni 1959, als gastspeler tijdens de wedstrijd tegen UA Sedan, die overigens met 4–2 werd gewonnen, werd hij in de pers bekritiseerd om zijn "vliegende sliding". Zijn laatste wedstrijd was op 15 november 1964 tegen Sittardia. Hij kwam tweemaal voor het Nederlands elftal uit.

## Xerxes/DHC
Tijdens wat later bleek zijn laatste wedstrijd bij Feyenoord te zijn, brak hij zijn been na een sliding van Joep Beckers van Sittardia. Omdat er een infectie bij de breuk kwam liep hij in totaal elf maanden in het gips, verliep de terugkeer naar het hoogste niveau niet goed en kwam het niet tot een nieuwe wedstrijd voor Feijenoord. Uiteindelijk mocht hij transfervrij vertrekken en ging op 1 juli 1967 spelen bij Xerxes/DHC waar hij slechts vier wedstrijden voor uit zou komen in het betaalde voetbal. Omdat hij ruzie kreeg met de trainer, Kurt Linder, betekende dit een eind van zijn carrière als betaald voetballer.

## Amateur en trainer
Nadien ging Kreijermaat nog vier seizoenen als amateur spelen bij de vereniging Overmaas en daarna kwam hij uit voor het veteranenelftal Oud-Feyenoord. Ook werd hij voetbaltrainer. Hij startte als jeugdtrainer bij SV Bolnes en daarna volgden de verenigingen VV Heerjansdam, Dubbeldam, Heinenoord, SSS, Meeuwenplaat en 's-Gravenzandse SV. Uiteindelijk zou hij bij de vereniging Overmaas, waar hijzelf als amateur had gespeeld, zijn trainersloopbaan beëindigen.

## Carrièrestatistieken
| Seizoen        | Club           | Land           | Competitie                   | Competitie | Competitie | Beker | Beker | Internationaal | Internationaal | Overig | Overig | Totaal | Totaal |
| Seizoen        | Club           | Land           | Competitie                   | Wed.       | Dlp.       | Wed.  | Dlp.  | Wed.           | Dlp.           | Wed.   | Dlp.   | Wed.   | Dlp.   |
| -------------- | -------------- | -------------- | ---------------------------- | ---------- | ---------- | ----- | ----- | -------------- | -------------- | ------ | ------ | ------ | ------ |
| 1954/55        | Elinkwijk      | Nederland      | Eerste klasse A (Afgebroken) | –          | –          | –     | –     | –              | –              | –      | –      | –      | –      |
| 1954/55        | Elinkwijk      | Nederland      | Eerste klasse B              | –          | –          | –     | –     | –              | –              | –      | –      | –      | –      |
| 1955/56        | Elinkwijk      | Nederland      | Hoofdklasse B                | –          | –          | –     | –     | –              | –              | –      | –      | –      | –      |
| 1956/57        | Elinkwijk      | Nederland      | Eredivisie                   | –          | –          | –     | –     | –              | –              | –      | –      | –      | –      |
| 1957/58        | Elinkwijk      | Nederland      | Eredivisie                   | –          | –          | –     | –     | –              | –              | –      | –      | –      | –      |
| 1958/59        | Elinkwijk      | Nederland      | Eredivisie                   | –          | –          | –     | –     | –              | –              | –      | –      | –      | –      |
| 1959/60        | Feijenoord     | Nederland      | Eredivisie                   | –          | –          | –     | –     | –              | –              | –      | –      | –      | –      |
| 1960/61        | Feijenoord     | Nederland      | Eredivisie                   | –          | –          | –     | –     | –              | –              | –      | –      | –      | –      |
| 1961/62        | Feijenoord     | Nederland      | Eredivisie                   | –          | –          | –     | –     | –              | –              | –      | –      | –      | –      |
| 1962/63        | Feijenoord     | Nederland      | Eredivisie                   | –          | –          | –     | –     | –              | –              | –      | –      | –      | –      |
| 1963/64        | Feijenoord     | Nederland      | Eredivisie                   | –          | –          | –     | –     | –              | –              | –      | –      | –      | –      |
| 1964/65        | Feijenoord     | Nederland      | Eredivisie                   | –          | –          | –     | –     | –              | –              | –      | –      | –      | –      |
| 1965/66        | Feijenoord     | Nederland      | Eredivisie                   | –          | –          | –     | –     | –              | –              | –      | –      | –      | –      |
| 1966/67        | Feijenoord     | Nederland      | Eredivisie                   | –          | –          | –     | –     | –              | –              | –      | –      | –      | –      |
| 1967/68        | Xerxes/DHC '66 | Nederland      | Eredivisie                   | –          | –          | –     | 0     | –              | –              | –      | –      | –      | –      |
| Carrièretotaal | Carrièretotaal | Carrièretotaal | Carrièretotaal               | –          | –          | –     | –     | –              | –              | –      | –      | –      | –      |

## Erelijst
Feijenoord
| Nationaal     |    |                           |
| Landskampioen | 3x | 1960/61, 1961/62, 1964/65 |
| KNVB Beker    | 1x | 1964/65                   |